# Trnovo (gmina Nova Gorica)
Trnovo – wieś w Słowenii, w gminie miejskiej Nova Gorica. W 2018 roku liczyła 372 mieszkańców. 